# Перияну, Габриэла
Габриэла Перияну (рум. Gabriela Perianu, родилась 20 июня 1994 в Брэиле) — румынская гандболистка, правая защитница сборной Румынии. Одна из самых талантливых гандболисток Румынии.

## Отзывы
Эта спортсменка обладает хорошим слухом, превосходной физической подготовкой, талией и красивыми глазами, тренируется со взрослыми каждую неделю и в ближайшее время может попасть в основной состав команды.
Нынешнее поколение является энергичным, талантливым и способным к успешному выступлению на европейской арене. Я рассчитываю, что левая защитница Габриэла Периани, центральная защитница Андреа Прикопи, правая защитница Лаура Попа, линейная Роксана Кырджан и вратарь Дениса Деду станут костяком национальной сборной.

## Достижения

### Командные
- Чемпионат Румынии:
  - 4-е место: 2011/2012
- Чемпионат мира до 18:
  - 4-е место: 2012
- Чемпионат Европы до 19:
  - 5-е место: 2013[3]

### Личные
- Лучшая левая защитница чемпионата мира до 18: 2012[4]
- Лучшая левая защитница чемпионата Европы до 19: 2011
- Лучшая спортсменка жудеца Брэила: 2011[5]